# William Moerner
William Esco Moerner (Pleasanton, Kalifornia, 1953. június 24. –) amerikai fizikai-kémikus és kémiai-fizikus, a 2014-es kémiai Nobel-díj egyik kitüntetettje, melyet Eric Betziggel és Stefan Hell-lel megosztva kapott a „szuperfelbontású fluoreszcens mikroszkópia kifejlesztéséért”.

## Fordítás
- Ez a szócikk részben vagy egészben  a   William E. Moerner című angol Wikipédia-szócikk ezen változatának fordításán alapul.  Az eredeti cikk szerkesztőit annak laptörténete sorolja fel. Ez a jelzés csupán a megfogalmazás eredetét és a szerzői jogokat jelzi, nem szolgál a cikkben szereplő információk forrásmegjelöléseként.